# 진돗개

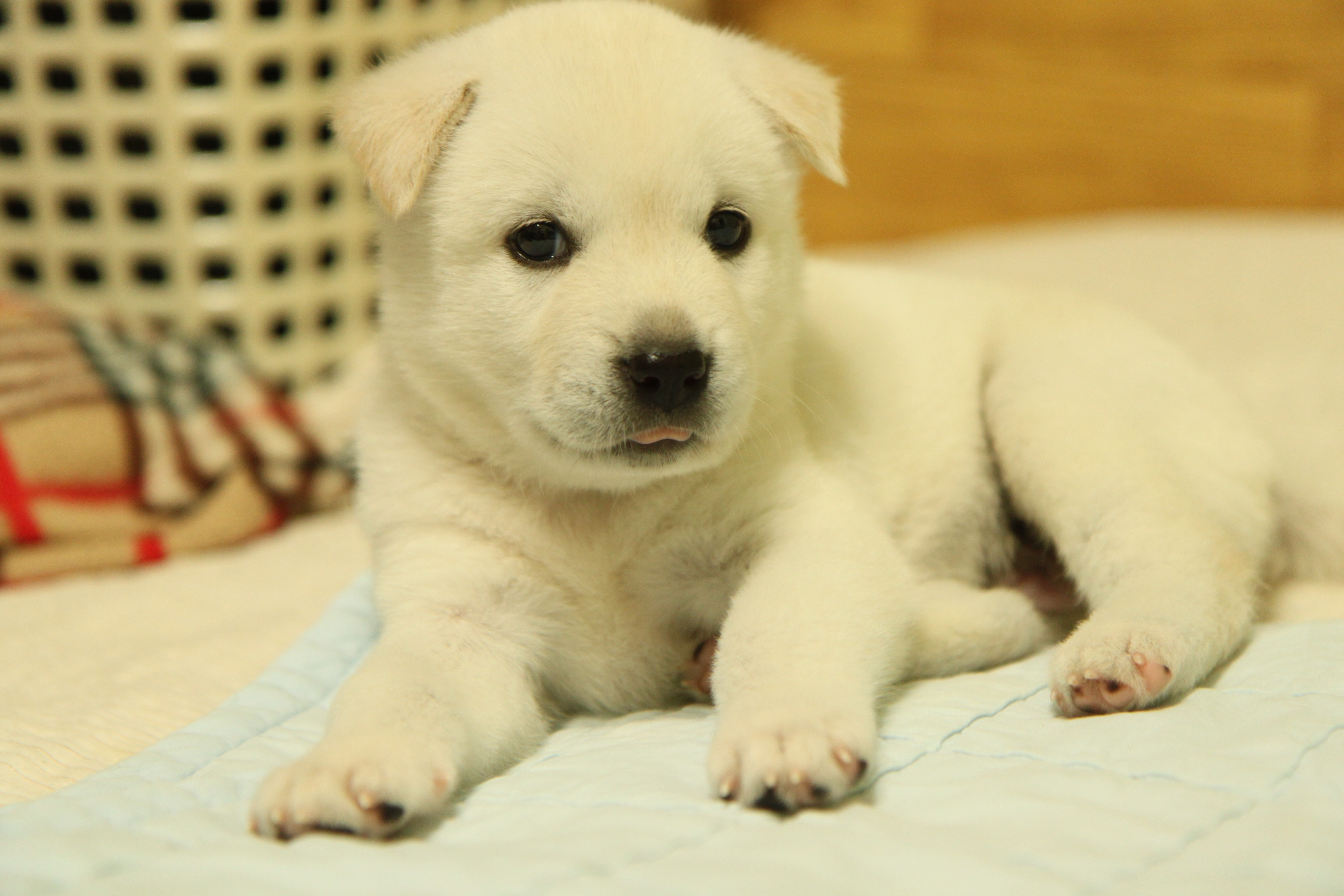
새끼 진돗개

진돗개(珍島개)는 개 품종 중 하나로, 한국의 대표적인 개 품종으로 꼽힌다. 용맹하고 충성심이 강해 주인을 잘 따른다. 그러나 한 주인에게 매이는 성격이 너무 강한지라 사역견으로는 못 쓴다. 어미에 대한 모성애가 매우 강하다. 털은 주로 노란 것(황구, 黃狗)과 흰 것(백구, 白狗)이 있으며, 그 외 재구, 네눈박이, 호구, 흑구(黑狗) 등 10여 종류의 다양한 것이 있다.
귀가 쫑긋 서고 장대꼬리다. 그리고 꼬리 및 몸 전체 단모이다. 대한민국에서는 1962년 진도 특산인 진돗개를 천연기념물(천연기념물로는 '진도개'이다)로 지정해 보호하고 있다. 1967년에는 〈한국진돗개보존육성법〉이 제정되어 혈통이 보존되도록 노력하고 있다. 2005년 케널 클럽(KC)과 세계애견연맹(FCI)에 정식 품종으로 등록됐다. 1995년에는 국제보호육성동물로 공인 지정되었다. 1997년 2차로 개정해 관리되고 있다. 2012년 4월, 진돗개의 총유전체가 모두 해독되었다. 개 품종으로 총유전체가 해독된 경우는 독일의 개 복서 이후 두 번째다. 2020년 10월 발표된 사이언스 논문에 의하면 진돗개의 유전 정보 중 상당량이 뉴기니 고산개와 같은 계통인 것으로 나타났다.

## 성격

### 깔끔한 성격
진돗개는 깔끔한 성격으로 가족들과 생활하는 실내에서 배변을 하지 않고 실외 배변을 하는 경우가 많다. 따라서 최소 3~4회의 산책을 해주는 것이 좋다. 고양이와 동일하게 물을 싫어하는 진돗개의 특성상, 어릴 때부터 물을 경험하게 해주면 비 오는 날에도 실외 배변을 비교적 쉽게 할 수 있다. 또한 자기 몸을 스스로 그루밍하며 청결하게 하는 모습을 보인다.

### 영리함
매우 영리하고 활동적인 개이기 때문에 자주 가족 안의 인물이나 다른 개와 놀게 해줘야 한다. 진돗개들은 몇 번 반복하는 것만으로도 명령을 외우고 주어진 과제를 잘 기억하며, 지나치게 영리한 진돗개의 경우에는 스스로 생각하고 행동한다. 개한테 흔히 쓰는 명령어나 속임수 같은 것을 너무 빨리 파악하고 터득해서 다루기 힘들 때도 있으며, 혼자 두면 자기만의 놀이법을 찾아낸다. 대개 어린 진돗개는 펜스나 벽을 오르려고 하고, 나무나 땅을 파헤친다. 집안에 둔 경우엔 씹을 것이 필요해서 집안 살림살이를 물어뜯기도 하는데, 이 문제로 많은 진돗개가 종종 주인에게서 버려져 애견 보호소에서 발견되기도 한다. 어린 진돗개는 씹을 것을 장난감으로 주는 편이 좋다.

### 스트레스
많은 사냥개 혈통의 개들이 그렇듯이 진돗개도 적절하게 산책과 운동을 할 공간이 부족하면 스트레스를 받고 잠시 목줄을 착용시키면  몹시 사나워진다.
이런 때에 특히 낯선 사람이 다가오게 되면 예민해져서 물려고 들게 된다. 따라서 묶어만 두지 않고 어릴 적부터 넓은 공간에서 풀어서 키우면서 사교성을 키우고 친근하게 행동하도록 하는 훈련을 시키는 것이 무엇보다 중요하다. 사람들은 진돗개의 외형과 그 영민함, 그리고 충성심과 투쟁근성에 반해서 키우기 시작하지만, 이들이 가정의 일원으로 집안에서 성장하는 건 상당한 시간과 노력, 공간을 필요로 한다는 사실을 곧 깨닫게 되는데, 키울 예정이 있는 사람이라면 잘 준비를 하고 무엇보다 개를 독립적인 존재로 키울 생각을 하는 편이 좋다. 일반적인 애완견들은 주인이 없으면 아무것도 못 하도록 길들여지지만 진돗개들은 대개 그렇게 되지 않는다.

### 공격성
진돗개들은 몹시높은 공격성(aggression), 사나움을 지니고 있는 견종이기도 하다. 교배 기술이 부족했던 한국에서는 자연적인 교배를 할 수 밖에 없었으며 그 결과 자연진화되어 야생성이 강한 견종이 되었다.
대한민국의 훈련사 강형욱 역시 개는 훌륭하다와 세상에 나쁜 개는 없다 등에서 진돗개와 관련하여 수 차례 공격성이 있으며 해당 프로그램에서도 교정을 포기한 경력이 많은 견종이기도 하다. 미국에서는 안락사를 가장 자주 당하는 견종이기도 하며 가출 확률도 가장 높은 수준으로 기록되어 있다.
대표적으로 방송에서 묘사된 공격성이 강한 진돗개는 개는 훌륭하다의 보문이(175회), 보배(179회) 등이 있다. 이 개체 모두 강형욱이 훈련을 포기한 대표적인 사례이다.
하지만 동시에 편견이라는 의견도 있다. 개는 훌륭하다 프로그램에서 강형욱은 진돗개에 대한 오해를 푸는 시간을 가진 바 있다. 진돗개의 공격성은 사회성 문제에 속하며, 견종적인 요소가 아니라는 것이다.

## 생김새
진돗개는 중형견이며 스피츠 타입의 삼중털을 갖고 있다. 진도 토종견과 외부 개의 혼혈 특징이 두개골상과 머리와 몸의 비율상에서 종종 나타나지만 암수의 형태상의 특징으로는 암컷이 수컷에 비해 좀 더 각이 기울어진 머리를 갖고 있다. 진돗개가 가진 마르고 기민한 외모는 똑똑하고 강하며 빠른 인상을 준다.
(이하에 나온 특징은 평균에 근거한 특징이므로 모든 진돗개에게 해당되지는 않는다.)

### 몸
일반적으로 진돗개의 몸 형태를 두 가지 종류로 분류한다.
- 통골 혹은 겹개: 이 타입은 보다 땅딸막하고 근육질인 형태로 한국토종견협회(Korean National Dog Assosiation: KNDA)의 분석에 따르면, 어깨부터 땅까지의 높이와 몸통의 길이가 10:10의 동일한 비율을 갖고 있으며 대개 허리가 짧다.
- 후두 혹은 홋개: 이 타입은 보다 날씬하고 가슴의 높이가 낮으며 허리가 조금 길다. 또한 육체적인 형태가 조금 더 길어져 있어 귀나 입, 머리 등이 전체적으로 조금씩 길어서 한국 토종견 협회에서 발표한 전통적인 "진돗개의 비율"에서 약간 더 길어서 10:11이다.

한국 토종견 협회는 이 외에도 각골이라고 불리는 또 다른 바디 타입을 주지하고 있으나, 이 타입은 위의 두 개의 전통적인 진돗개 타입이 서로 조합하여 진화하고 있는 단계로 후두의 긴 몸체와 통골의 가슴 크기가 함께 보이고 있다.
켄넬 클럽은 최근에 진돗개의 외모에 대해서 발표한 바 있는데, "네모지게 반듯한 형태로 자란 진돗개는 알맞게 깊은 가슴을 갖고 있으나 지나치게 넓지 않다. 가슴의 가장 깊은 위치는 다리 관절에 닿는다. 가슴살은 발전해서 갈비뼈는 잘 튀어나와 있다. 등은 강하고 곧으며 허리는 근육으로 덮여있고 마르고 여위어서 흉곽보다 가늘다. 다리는 대개 구부러져 있다."라고 밝혔다.

### 색깔
진돗개는 다섯가지 색상을 갖고 있다.
1. 황색(황구): 밀색에 털의 끝부분과 귀끝에 살짝 검은색을 띠고 있다.
2. 백색(백구): 이 색은 사실상 완벽하게 흰색이나 아이보리나 밝은 갈색이 귀끝이나 다리 뒷부분, 꼬리 등에 살짝 섞인 것이다. 어떤 흰 녀석은 머리부터 등을 타고 꼬리까지 살짝 탄 듯한 라인이 흐르기도 한다.
3. 회색(재구): 멀리서 보면 회색으로 보이는 이 색은 사실은 황색/백색/흑색이 섞여 있다.
4. 흑색(흑구): 검은색이 전신에 나타나며 얼룩의 형태로 배와 입 그리고 눈 근처와 눈 전체에 나타난다.
5. 얼룩(호구): 호랑이와 같은 패턴이 나타나는 형태로 가느다랗고 검거나 짙은 갈색의 줄무늬가 황색 배경에 나타나며 주로 강아지 일 때 보인다.

진도에서는 일반적으로 흑색이나 검붉은 색, 그리고 희고 검은 진돗개를 사냥개로서 좋다고 판단한다. 켄넬 클럽의 경우 6가지 색으로 분류하며 흰색/붉은 황색/회색/흑색/태닝 검정/얼룩 패턴으로 분류한다.

### 발
발은 중형사이즈로 동그랗고 단단하며 거무스레하고 단단하다. 발톱은 단단하고 대개 검은색이나 크림색, 회색이다.

### 보폭
보폭은 일반적인 중형견의 수준이고 빠르게 이동할 경우 빠르며 가볍고 유연한 발자국을 보인다. 다리는 곧게 움직이며 이에 따라 다리도 곧게 움직인다. 일반적인 스피드에서 머리보다 낮은 위치에서만 움직인다.

### 머리
성견이 된 진돗개는 얼굴이 귀보다 넓다. 턱이 잘 발달되어있고 털은 볼에서 풍성하게 자라있으며 귀는 뾰족하게 세모 형태로 안에는 촘촘한 털이 잘 자라있다. 어릴 때는 대개 5~6개월이 되기 전까지 귀가 누워있다. 눈은 아몬드 형태로 동그란 편이며 갈색이고 결코 푸른 색 눈이 없다. 입은 단단하게 당겨져있고 검은색이며 혀는 일반적으로 선명한 핑크색을 추천한다. 차우차우처럼 청검색 혀를 갖기도 하는데 흔하지는 않다. 이빨은 고르고 대상을 물어뜯었을 때 가위처럼 끊어낼 수 있는 치열을 갖고 있다. 일반적으로 수컷은 암컷보다 머리가 크며 암컷은 좀 더 여우와 같은 두상을 가진다.

### 무게/키
수컷은 48~53 cm, 암컷은 45~50 cm가량이며 수컷 성견의 경우 18~27 kg가량, 암컷 성견의 경우 15~24 kg가량이다.

### 사냥
진돗개는 독사나 일반 뱀을 사냥할 수 있으며, 진돗개가 있는 집이나 근처에는 뱀이 접근하지 않는 것으로 알려져 있다.

### 진도군 관외지역 반출
진돗개는 현재 진도군 천연기념물로 지정되어있기 때문에 전국에서 유일하게 진도군 및 진도섬 내에서만 키울 수 있다. 진도군 및 진도섬 이외의 타 지역(진도군을 제외한 전라남도 시군과 전국)에서 진돗개를 반출하여 키울 경우에는 반드시 진도군청에서 발급한 진도군 공인 반출허가증을 받아야 한다. 진도군을 오가는 시외버스에서 진돗개를 수송할 경우(특히 강아지)에도 진도버스터미널에서 진도군청 공인 진돗개 반출허가증을 반드시 제시해야 한다.

## 같이 보기
- 한국진도개관리협회
- 진도개 경보
- 돌아온 백구
- 개
- 풍산개
- 삽살개
- 한국애견협회
- 백구
- 진도의 진도개(천연기념물 제53호)